# Reacción de Heck
La reacción de Heck es una reacción química entre un halogenuro insaturado (o un triflato) con un alqueno en presencia de una base y un catalizador de paladio para formar un alqueno sustituido. El nombre se le da por su descubridor, el premio Nobel de Química de 2010 Richard Heck, premio que compartió con Eiichi Negishi y Akira Suzuki. Esta reacción fue el primer ejemplo de una reacción de formación de enlace carbono-carbono que siguió un ciclo catalítico de Pd(0) / Pd(II), el mismo que se ve en otras reacciones de acoplamiento cruzado con Pd(0). Junto con otras reacciones de esta clase, la reacción de Heck es de gran importancia, ya que permite realizar reacciones de sustitución en centros de carbono sp2.
| The Heck reaction |
| Reacción de Heck  |

La reacción se lleva a cabo en presencia de un catalizador que consiste en un compuesto organometálico de paladio. El haluro (Br, Cl) o triflato es un compuesto arilo, bencilo, o vinilo y el alqueno contiene al menos un hidrógeno y es a menudo deficiente en electrones tal como un éster de acrilato o acrilonitrilo.El catalizador de paladio puede ser la tetraquis(trifenilfosfina)paladio (0), cloruro de paladio (II) o acetato de paladio (II). La base suele ser trietilamina, carbonato de sodio o acetato de potasio.
Varios reviews han sido publicados.

## Mecanismo del ciclo catalítico
El ciclo catalítico para la reacción de Heck implica una serie de transformaciones en el catalizador de paladio. El compuesto de paladio (0) que se necesita en este ciclo generalmente se prepara in situ a partir de un precursor de paladio (II).
Por ejemplo, el acetato de paladio (II) se reduce con trifenilfosfina a bis(trifenilfosfina)paladio (0) [1] y la trifenilfosfina se oxida a óxido de trifenilfosfina. La etapa A es una adición oxidativa en la que se inserta el paladio en el enlace del bromuro de arilo. El paladio a continuación forma un complejo-π con el alqueno [3] y en la etapa B el alqueno se inserta en el enlace carbono-paladio en una etapa de adición syn. Luego en la etapa C se produce la β-eliminación, con la formación de un nuevo complejo-π de paladio-alqueno [5]. Este complejo se destruye en el siguiente paso. El compuesto de paladio (0) se regenera mediante la eliminación reductora del compuesto de paladio (II) con carbonato de potasio en la etapa final D. En el curso de la reacción el carbonato se consume estequiométricamente y el paladio es verdaderamente un catalizador y se utiliza en cantidades catalíticas. Un ciclo de paladio similar, pero con diferentes etapas y pasos se observa en el proceso Wacker.
| Heck Reaction Mechanism          |
| Mecanismo de la reacción de Heck |